# 盛永宗興
盛永 宗興（もりなが そうこう、1925年8月2日 - 1995年6月12日）は、日本の臨済宗の僧。
大正14年（1925年）、富山県に生まれた。後藤瑞巌について出家し、小田雪窓より印可を受けた。妙心寺・龍安寺の塔頭である大珠院住職を務めた。
昭和61年（1986年）4月から平成6年（1994年）3月まで、花園大学学長。平成7年（1995年）6月12日没。

## 生涯
1925年(大正14年)に富山県魚津市で、姉が三人と弟の五人姉弟の長男として生まれた。家は元来、先祖代々百姓で、祖父の代までは百姓であった。そんななか宗興の父が突然医学の勉強を志して、開業医となった。そのため田畑は全て小作に出すこととなった。そのような環境で生まれ、幼少時代を過ごした。学校は医者を目指さず、富山高等学校の文科に進学したが、在学中の1944年(昭和19年)10月には、学徒出陣の年齢が20歳以上から19歳以上へと引下げられることとなり、思いがけず1945年(昭和20年)には学徒出陣。そして運悪いことに、出陣する頃に、父母共に僅か一日違いで病死するという不幸にも見舞われた。戦後は富山高等学校の文科に復学し、1947年(昭和22年)に卒業後、静岡の臨済寺へ飛び込み、初めて禅を始めた。
その後1949年(昭和24年)に、龍安寺の塔頭である大珠院の後藤瑞巌老師(当時は臨済宗大徳寺派管長)について出家得度。厳しい内弟子時代の後は、後藤瑞巖の弟子であり法嗣である小田雪窓が僧堂師家を務める大徳僧堂に掛搭した。1963年(昭和38年)まで大徳僧堂で修行し、遂に雪窓老師の印可を受ける。その後妙心寺派龍安寺塔頭の大珠院住職となる。1986年(昭和61年)より花園大学学長を8年務めた。1995年(平成7年)6月12日遷化。世寿七十一。

## 著作

### 著書
- 『禅寺の生活　悟りへの前提となるもの』富山県教育委員会 1982年
- 『老師が語る子育てのこころ　若い父母のために 盛永宗興老師法話集』柏樹社 1987年
- 『無生死の道　盛永宗興老師法話集』柏樹社 1988年
- 『禅とは心の名なり』富山県職員研修所編 1988年
- 『命を見る　盛永宗興老師法話集』柏樹社 1992年
- 『禅と生命科学』紀伊国屋書店 1994年
- 『見よ見よ　若き人びとへ』禅文化研究所 1994年
- 『命のかがやき』東方出版 1995年
- 『子育てのこころ』春秋社 1996年
- 『お前は誰か　若き人びとへ』禅文化研究所 1996年
- 『禅・空っぽのままに生きる　盛永宗興老師講演録』大法輪閣 2000年
- 『子育てのこころ』禅文化研究所 2003年

### 訳書
- 今北洪川『禅海一瀾』盛永宗興 訳 鉾之原妙鈴 訓註、大珠院直心会 編 柏樹社 1987年
- 『危險!危險!』釋惟勵法師訳（中国語訳）淨音出版社 1995年

## 関係先リンク
- 臨済宗妙心寺派大珠院